# 美沙雌酸
美沙雌酸（或 methallenestrol、Horeau's acid 等）是一种有机化合物，分子式C18H22O3，可看作阿仑雌酚的甲醚。